# Liste der Mitglieder der Welthandelsorganisation

Übersichtskarte der Mitglieder der WTO:
Mitglieder
Mitglieder, zugleich ist die Europäische Union ein Territorialmitglied der WTO
Beobachter
Nichtmitglieder

In der Liste der Mitglieder der Welthandelsorganisation finden sich die 166 Mitglieder der Welthandelsorganisation (WTO), die sich aus Staaten, Sonderwirtschaftszonen und der Europäischen Union zusammensetzen. Das neueste Mitglied ist seit dem 30. August 2024 Osttimor.
Zur Mitgliedschaft in der WTO gehört die Akzeptanz der verschiedenen Abkommen, die im Marrakesch-Abkommen verbunden sind und die Befolgung der dort niedergeschriebenen Pflichten. Dazu gehört beispielsweise der Abbau von Handelshemmnissen oder die Unterordnung unter das Verfahren zur Streitbeilegung in der WTO.

## Hintergründe
Nach dem Zweiten Weltkrieg wurde versucht, eine internationale Handelsordnung zu etablieren. Eine der Hauptsäulen sollte die Gründung einer Internationalen Handelsorganisation sein. Die Gründung scheiterte jedoch insbesondere am Widerstand des US-Kongress. Infolgedessen kam es nur zum Abschluss des Allgemeinen Zoll- und Handelsabkommens (GATT) 1947. Dieses multilaterale Handelsabkommen regelte den internationalen Handel über mehrere Jahrzehnte, bis immer mehr Reformwünsche aufkamen. In den 1990er Jahren kam es im Rahmen der Uruguay-Runde dann zu der Gründung der Welthandelsorganisation und zum Abschluss zahlreicher neuer Abkommen, mit denen die Mitglieder gemeinsam die Welthandelsordnung ausgestalteten.

## Mitgliedschaft
Die Mitgliedschaft in der Welthandelsorganisation steht nicht nur Staaten offen. Mitglied können auch jene Sonderwirtschaftszonen (separate customs territories) werden, die Autonomie in Bezug auf ihre Wirtschaftsbeziehungen genießen. Stand 2024 sind drei solche Sonderwirtschaftszonen Mitglieder der WTO: Hongkong, Macau und Chinese Taipei.
Eine Besonderheit bei den Mitgliedern ist die Europäische Union (EU). Gemäß Artikel XI:1 des Marrakesch-Abkommens sind die Europäischen Gemeinschaften Gründungsmitglied der Welthandelsorganisation. Die Europäische Union trat als Rechtsnachfolgerin ab dem 1. Dezember 2009 an die Stelle der Europäischen Gemeinschaften. Neben der Europäischen Union sind aber auch alle ihre Mitgliedstaaten eigenständige Mitglieder der Welthandelsorganisation. Die Rechte und Pflichten des WTO-Rechts, wie der Abbau von Zöllen oder die Unterordnung unter die Streitbeilegungsregeln, gelten also sowohl für die EU als auch für ihre Mitgliedstaaten. In der Praxis handelt und spricht die Europäische Kommission für alle Mitgliedstaaten in Treffen einzelner Gremien oder von Verhandlungen.

### Zusammensetzung der Mitglieder
Etwa zwei Drittel der Mitglieder der WTO bezeichnen sich selbst als Entwicklungsländer. Dabei gilt, dass die Bezeichnung als Entwicklungsland fast ausschließlich auf einer Selbsteinschätzung beruht. Einige der Abkommen des Welthandelsrechts knüpfen an die Eigenschaft „Entwicklungsland“ gewisse Vorzüge. Daher kam es im Laufe der Jahre zu einigen Protesten von anderen Staaten, wenn sich ein spezifischer Staat auf die Eigenschaft als Entwicklungsland berufen hatte. Im Beitrittsabkommen der Volksrepublik China wurde vereinbart, dass China sich auf gewisse Paragraphen, die Entwicklungsländern einen Vorteil gewähren, nicht berufen dürfe. Zu der Gruppe der Entwicklungsländer gehören unterschiedlichste Gruppen an Ländern, so eher einkommensstarke Staaten (upper-middle-income countries) wie Brasilien, China oder Südafrika, eher einkommensschwache Staaten (lower-middle-income countries) wie Kambodscha, Ghana, Indien oder Vietnam und einkommensschwache Staaten (low-income countries) wie Afghanistan, Haiti und Mali.
In der Gruppe der einkommensschwachen Staaten sind mit Stand 2024 37 Mitglieder, die von den Vereinten Nationen als am wenigsten entwickelte Länder (least-developed-countries, LDC) bezeichnet werden. Diese Mitglieder machen 1/5 der Gesamtzahl der Mitglieder aus. An die Einstufung als am wenigsten entwickeltes Land knüpfen verschiedene WTO-Abkommen weitere besondere Behandlungen und Ausnahmen von gewissen Pflichten zum Abbau von Handelshemmnissen. Unter diesen Staaten ist das bevölkerungsreichste Land Bangladesch. Viele der am wenigsten entwickelten Länder liegen auf dem afrikanischen Kontinent, darunter Angola und Niger, und einige weitere auf dem asiatischen Kontinent, wie Laos und Myanmar.

### Rechte und Pflichten
Das WTO-Abkommen regelt in Artikel XVI:4, dass die einzelnen Mitglieder die in ihren Gebieten geltenden Gesetze und andere Regelungen sowie ihr Verwaltungshandeln an die WTO-Abkommen anpassen müssen. Das gilt für alle Pflichten in den Abkommen. Beispiele für Pflichten in den Abkommen sind das Verbot des Erlass bestimmter Subventionen im SCM-Übereinkommen, das Prinzip der Inländerbehandlung oder das Verbot von mengenmäßigen Beschränkungen nach dem Allgemeinen Zoll- und Handelsabkommen.
In der Präambel des Marrakesch-Abkommens ist jedoch niedergeschrieben, dass Entwicklungsländer gefördert werden sollen. Die verschiedenen Abkommen kennen daher unterschiedliche Regelungen für diese Mitglieder, was man als „Special and differential treatment“ bezeichnet. Unter den Vorschriften sind längere Umsetzungsfristen für Verpflichtungen oder Verpflichtungen für Industrieländer die Interessen von Entwicklungsländern stärker zu schützen und ihnen technische Unterstützung zukommen zu lassen.
Ist ein Mitglied seiner Ansicht nach nicht in der Lage einer bestimmten Pflicht nachzukommen, kann er einen Waiver beantragen, wodurch er von der Pflicht befreit wird. Der Antrag wird auf der Ministerkonferenz oder einem Treffen des Allgemeinen Rats diskutiert und entschieden, darf aber nur in absoluten Ausnahmen gewährt werden. Im Jahr 2019 beispielsweise wurden sechs solche Ausnahmen gewährt und 19 waren insgesamt in Kraft. Jede dieser Ausnahmen muss, sofern sie für einen längeren Zeitraum gewährt wurde, jährlich neu überprüft werden. Daneben besteht die Möglichkeit, bei Beitritt eines Mitglieds zu verlautbaren, dass die Regeln der einzelnen Handelsabkommen des Welthandelsrecht zwischen dem beitretenden und einem anderen Mitglied in Bezug auf deren Handelsbeziehungen nicht gelten sollen. Jedem Mitglied, so auch dem beitretenden Mitglied, steht diese Möglichkeit durch Benachrichtigung des Allgemeinen Rats zu. Seit 1995 wurde diese Möglichkeit jedoch nur zwölf Mal in Anspruch genommen, davon neun Mal von den Vereinigten Staaten. Viele dieser „opt-out“-Möglichkeitem wurden jedoch wieder zurückgenommen. In Kraft sind nur noch zwei solcher Erklärungen, eine von der Türkei gegenüber Armenien vom 29. November 2002 und von den Vereinigten Staaten gegen Tadschikistan vom 7. Dezember 2012.

## Erwerb und Ende der Mitgliedschaft

### Erwerb der Mitgliedschaft
Das Marrakesch-Abkommen, also das Gründungsabkommen der Welthandelsorganisation, sieht zwei Varianten des Erwerbs der Mitgliedschaft vor. In Artikel XI:1 des Abkommens ist die originale Mitgliedschaft (original membership) niedergeschrieben. Diese Möglichkeit erlaubte es den Vertragsparteien des Allgemeinen Zoll- und Handelsabkommen von 1947 und den Mitgliedern der Europäischen Gemeinschaften, der Welthandelsorganisation beizutreten. Dafür mussten die Staaten dem Marrakesch-Abkommen und den in dessen Anhang niedergeschriebenen weiteren Abkommen zustimmen und gewisse Zusagen bezüglich des Abbaus von Handelshemmnissen machen. Diese Möglichkeit des Beitritts war nur im Rahmen der Gründung der Welthandelsorganisation möglich. Von den 166 Mitgliedern sind 123 Mitglieder Gründungsmitglieder.
Die zweite Möglichkeit des Erwerbs der Mitgliedschaft ist der Beitritt, was in Art. XII des Marrakesch-Abkommen geregelt ist. Möchte ein Staat der WTO beitreten, muss er mit den anderen Mitgliedern über den Beitritt verhandeln. Ein Staat muss das Marrakesch-Abkommen und die anderen Abkommen ratifizieren. Im Rahmen der Verhandlungen wird vor allem geprüft, ob die nationale Gesetzgebung mit den Regeln des WTO-Rechts vereinbar ist, und wenn nicht, was verbessert werden müsste sowie und Zugeständnisse ein Staat im Rahmen des Marktzugangs machen muss. Van den Bossche und Zdouc nennen dies auch die Verhandlung um den „Preis des Beitritts“. Tritt ein Staat der WTO bei, profitiert er sofort von jeglichen verhandelten Zugängen zum Markt anderer Mitglieder. Im Gegenzug wird also ein Marktzugang zum neuen Mitglied verhandelt. Der letzte Staat, der der Welthandelsorganisation beitrat, war Osttimor am 30. August 2024.

### Ende der Mitgliedschaft
Artikel XV:1 des Marrakesch-Abkommens ermöglicht jedem Mitglied der Organisation, unilateral aus der Organisation auszutreten. Sofern ein Staat dem Generalsekretariat den Austritt mitteilt, endet seine Mitgliedschaft nach sechs weiteren Monaten. Dabei endet die Mitgliedschaft in allen Abkommen. Die Möglichkeit des Austritts wurde noch nicht in Anspruch genommen, obwohl bereits einige Staaten damit drohten. Dazu gehörten die Vereinigten Staaten unter Präsident Donald Trump und einige karibische Bananen-Produzenten, die mit der Entscheidung EC – Bananas III des Appellate Body nicht einverstanden waren.
Neben dem Austritt kennt das WTO-Recht keine Möglichkeit des Ausschlusses eines Mitglieds oder einer Aussetzung der Mitgliedschaft. Im Rahmen des Vereinbarung zur Beilegung von Streitigkeiten gibt es nur die Möglichkeit, gewisse Zugeständnisse im Bezug zu einem Mitglied, welches seine Pflichten verletzt, auszusetzen. Auch existiert keine Möglichkeit, einen Staat, der bspw. das allgemeine Völkerrecht oder Menschenrechte verletzt, auszuschließen. Ein Vorstoß von Argentinien, Costa Rica, Japan, der USA und der EU aus dem Jahr 2018, Mitglieder, die ihre Berichtspflichten nicht erfüllen, als inaktive Mitglieder zu klassifizieren, stieß auf zahlreiche Kritik.

## Zusammenschlüsse von Mitgliedern
Neben der Europäischen Union existieren auf der Welt noch weitere regionale Zusammenschlüsse von Staaten. Diese sind zwar formal keine Mitglieder der WTO, die verschiedenen Mitgliedstaaten treten aber häufig mit einer Stimme auf. Zu diesen Gruppen gehören beispielsweise ASEAN und die AKP-Staaten. Hingegen bei der wirtschaftlich bedeutenden Mercosur-Gruppe konnte so ein gemeinsames Auftreten kaum festgestellt werden. In der Zeit vor dem Jahr 2003 war insbesondere die Cairns-Gruppe eine bedeutende Allianz. In den auf die Ministerkonferenz 2003 folgenden Jahren bildeten einzelne Mitglieder verschiedene Interessengruppen, wie die G20 um China, Indien, Indonesien, Ägypten, Argentinien und Südafrika. Sie ist nicht zu verwechseln mit dem Bündnis der Industrie- und Schwellenländer G20. Gruppen wie die G90 repräsentierten die ärmsten Mitglieder der Organisation oder gewisse Länder mit spezifischen Wirtschaftszweigen. So repräsentiert die C4-Gruppe vier westafrikanische Baumwollproduzenten. Neben diesen Zusammenschlüssen von WTO-Mitgliedern, die zumeist auf gewisse Interessen gerichtet sind, gibt es auch Gruppen, die eher darauf gerichtet sind, in formaler Runde zu diskutieren. Dies hatte den Zweck festgefahrene Verhandlungen voranzubringen und Kompromisse zwischen widerstreitenden Interessen zu finden. Darunter war die als „Quad“ bekannt gewordene Gruppe in der Uruguay-Runde und den ersten Jahren der WTO, die aus den Europäischen Gemeinschaften, der USA, Japan und Kanada bestand. Diese Gruppe wurde später von den sogenannten G5 ersetzt, einem Zusammenschluss der EU, Brasiliens, Chinas, Indiens und der USA. Dieser Wechsel in der Gruppendynamik zeigt laut Peter Van den Bossche die wachsende Rolle von China, Brasilien und Indien in der Weltwirtschaft.

## Mitglieder der WTO
Legende: Staat Europäische Union Sonderwirtschaftszone
In der Spalte Gruppenzugehörigkeit sind die Mitgliedschaften in einer Staatenorganisation oder einem Staatenverbund angegeben, die oder der im Kontext der Welthandelsorganisation aufgetreten ist und daher im Abschnitt Zusammenschlüsse von Mitgliedern erscheint. Zudem ist die Zugehörigkeit zur Gruppe der am wenigsten entwickelten Länder (LDC) angegeben.
| Mitglied                       | Beitrittsdatum     | Gruppenzugehörigkeit            | Informationen auf wto.org | Ständige Vertreter |
| ------------------------------ | ------------------ | ------------------------------- | ------------------------- | ------------------ |
| Ägypten                        | 30. Juni 1995      | G20                             | Link                      | Liste              |
| Afghanistan                    | 29. Juli 2016      | LDC                             | Link                      | Liste              |
| Albanien                       | 8. September 2000  |                                 | Link                      | Liste              |
| Angola                         | 23. November 1996  | LDC, AKP                        | Link                      | Liste              |
| Antigua und Barbuda            | 1. Januar 1995     | AKP                             | Link                      | Liste              |
| Argentinien                    | 1. Januar 1995     | Cairns-Gruppe, G20              | Link                      | Liste              |
| Armenien                       | 5. Februar 2003    |                                 | Link                      | Liste              |
| Australien                     | 1. Januar 1995     | Cairns-Gruppe                   | Link                      | Liste              |
| Bahrain                        | 1. Januar 1995     |                                 | Link                      | Liste              |
| Bangladesch                    | 1. Januar 1995     | LDC                             | Link                      | Liste              |
| Barbados                       | 1. Januar 1995     | AKP                             | Link                      | Liste              |
| Belgien                        | 1. Januar 1995     | EU                              | Link                      | Liste              |
| Belize                         | 1. Januar 1995     | AKP                             | Link                      | Liste              |
| Benin                          | 22. Februar 1996   | LDC, AKP                        | Link                      | Liste              |
| Bolivien                       | 12. September 1995 | Cairns-Gruppe, G20              | Link                      | Liste              |
| Botswana                       | 31. Mai 1995       | AKP                             | Link                      | Liste              |
| Brasilien                      | 1. Januar 1995     | Cairns-Gruppe, G20              | Link                      | Liste              |
| Brunei                         | 1. Januar 1995     | ASEAN                           | Link                      | Liste              |
| Bulgarien                      | 1. Dezember 1996   | EU                              | Link                      | Liste              |
| Burkina Faso                   | 3. Juni 1995       | LDC, AKP                        | Link                      | Liste              |
| Burundi                        | 23. Juli 1995      | LDC, AKP                        | Link                      | Liste              |
| Chile                          | 1. Januar 1995     | Cairns-Gruppe, G20              | Link                      | Liste              |
| Volksrepublik China            | 11. Dezember 2001  | G20                             | Link                      | Liste              |
| Costa Rica                     | 1. Januar 1995     | Cairns-Gruppe                   | Link                      | Liste              |
| Dänemark                       | 1. Januar 1995     | EU                              | Link                      | Liste              |
| Deutschland                    | 1. Januar 1995     | EU                              | Link                      | Liste              |
| Dominica                       | 1. Januar 1995     | AKP                             | Link                      | Liste              |
| Dominikanische Republik        | 9. März 1995       | AKP                             | Link                      | Liste              |
| Dschibuti                      | 31. Mai 1995       | LDC, AKP                        | Link                      | Liste              |
| Ecuador                        | 21. Januar 1996    | G20                             | Link                      | Liste              |
| El Salvador                    | 7. Mai 1995        |                                 | Link                      | Liste              |
| Elfenbeinküste                 | 1. Januar 1995     | AKP                             | Link                      | Liste              |
| Estland                        | 13. November 1999  | EU                              | Link                      | Liste              |
| Eswatini                       | 1. Januar 1995     | AKP                             | Link                      | Liste              |
| Europäische Union              | 1. Januar 1995     |                                 | Link                      |                    |
| Fidschi                        | 14. Januar 1996    | AKP                             | Link                      | Liste              |
| Finnland                       | 1. Januar 1995     | EU                              | Link                      | Liste              |
| Frankreich                     | 1. Januar 1995     | EU                              | Link                      | Liste              |
| Gabun                          | 1. Januar 1995     | AKP                             | Link                      | Liste              |
| Gambia                         | 23. Oktober 1996   | LDC, AKP                        | Link                      | Liste              |
| Georgien                       | 14. Juni 2000      |                                 | Link                      | Liste              |
| Ghana                          | 1. Januar 1995     | AKP                             | Link                      | Liste              |
| Grenada                        | 22. Februar 1996   | AKP                             | Link                      | Liste              |
| Griechenland                   | 1. Januar 1995     | EU                              | Link                      | Liste              |
| Guatemala                      | 21. Juli 1995      | Cairns-Gruppe, G20              | Link                      | Liste              |
| Guinea                         | 25. Oktober 1995   | LDC, AKP                        | Link                      | Liste              |
| Guinea-Bissau                  | 31. Mai 1995       | LDC, AKP                        | Link                      | Liste              |
| Guyana                         | 1. Januar 1995     | AKP                             | Link                      | Liste              |
| Haiti                          | 30. Januar 1996    | LDC, AKP                        | Link                      | Liste              |
| Honduras                       | 1. Januar 1995     |                                 | Link                      | Liste              |
| Hongkong                       | 1. Januar 1995     |                                 | Link                      | Liste              |
| Indien                         | 1. Januar 1995     | G20                             | Link                      | Liste              |
| Indonesien                     | 1. Januar 1995     | Cairns-Gruppe, G20, ASEAN       | Link                      | Liste              |
| Irland                         | 1. Januar 1995     | EU                              | Link                      | Liste              |
| Island                         | 1. Januar 1995     |                                 | Link                      | Liste              |
| Israel                         | 21. April 1995     |                                 | Link                      | Liste              |
| Italien                        | 1. Januar 1995     | EU                              | Link                      | Liste              |
| Jamaika                        | 9. März 1995       | AKP                             | Link                      | Liste              |
| Japan                          | 1. Januar 1995     |                                 | Link                      | Liste              |
| Jemen                          | 26. Juni 2014      | LDC                             | Link                      | Liste              |
| Jordanien                      | 11. April 2000     |                                 | Link                      | Liste              |
| Kambodscha                     | 13. Oktober 2004   | LDC, ASEAN                      | Link                      | Liste              |
| Kamerun                        | 13. Dezember 1995  | AKP                             | Link                      | Liste              |
| Kanada                         | 1. Januar 1995     | Cairns-Gruppe                   | Link                      | Liste              |
| Kap Verde                      | 23. Juli 2008      | AKP                             | Link                      | Liste              |
| Kasachstan                     | 30. November 2015  |                                 | Link                      | Liste              |
| Katar                          | 13. Januar 1996    |                                 | Link                      | Liste              |
| Kenia                          | 1. Januar 1995     | AKP                             | Link                      | Liste              |
| Kirgisistan                    | 20. Dezember 1998  |                                 | Link                      | Liste              |
| Kolumbien                      | 30. April 1995     | Cairns-Gruppe                   | Link                      | Liste              |
| Komoren                        | 21. April 2024     | LDC, AKP                        | Link                      | Liste              |
| Demokratische Republik Kongo   | 1. Januar 1997     | LDC, AKP                        | Link                      | Liste              |
| Republik Kongo                 | 27. März 1997      | AKP                             | Link                      | Liste              |
| Kroatien                       | 30. November 2000  | EU                              | Link                      | Liste              |
| Kuba                           | 20. April 1995     | G20, AKP                        | Link                      | Liste              |
| Kuwait                         | 1. Januar 1995     |                                 | Link                      | Liste              |
| Laos                           | 2. Februar 2013    | LDC, ASEAN                      | Link                      | Liste              |
| Lesotho                        | 31. Mai 1995       | LDC, AKP                        | Link                      | Liste              |
| Lettland                       | 10. Februar 1999   | EU                              | Link                      | Liste              |
| Liberia                        | 14. Juli 2016      | LDC, AKP                        | Link                      | Liste              |
| Liechtenstein                  | 1. September 1995  |                                 | Link                      | Liste              |
| Litauen                        | 31. Mai 2001       | EU                              | Link                      | Liste              |
| Luxemburg                      | 1. Januar 1995     | EU                              | Link                      | Liste              |
| Macau                          | 1. Januar 1995     |                                 | Link                      | Liste              |
| Madagaskar                     | 17. November 1995  | LDC, AKP                        | Link                      | Liste              |
| Malawi                         | 31. Mai 1995       | LDC, AKP                        | Link                      | Liste              |
| Malaysia                       | 1. Januar 1995     | Cairns-Gruppe, ASEAN            | Link                      | Liste              |
| Malediven                      | 31. Mai 1995       |                                 | Link                      | Liste              |
| Mali                           | 31. Mai 1995       | LDC, AKP                        | Link                      | Liste              |
| Malta                          | 1. Januar 1995     | EU                              | Link                      | Liste              |
| Marokko                        | 1. Januar 1995     |                                 | Link                      | Liste              |
| Mauretanien                    | 31. Mai 1995       | LDC, AKP                        | Link                      | Liste              |
| Mauritius                      | 1. Januar 1995     | AKP                             | Link                      | Liste              |
| Mexiko                         | 1. Januar 1995     | G20                             | Link                      | Liste              |
| Moldau                         | 26. Juli 2001      |                                 | Link                      | Liste              |
| Mongolei                       | 29. Januar 1997    |                                 | Link                      | Liste              |
| Montenegro                     | 29. April 2012     |                                 | Link                      | Liste              |
| Mosambik                       | 26. August 1995    | LDC, AKP                        | Link                      | Liste              |
| Myanmar                        | 1. Januar 1995     | LDC, ASEAN                      | Link                      | Liste              |
| Namibia                        | 1. Januar 1995     | AKP                             | Link                      | Liste              |
| Nepal                          | 23. April 2004     | LDC                             | Link                      | Liste              |
| Neuseeland                     | 1. Januar 1995     | Cairns-Gruppe                   | Link                      | Liste              |
| Nicaragua                      | 3. September 1995  |                                 | Link                      | Liste              |
| Niederlande                    | 1. Januar 1995     | EU                              | Link                      | Liste              |
| Niger                          | 13. Dezember 1996  | LDC, AKP                        | Link                      | Liste              |
| Nigeria                        | 1. Januar 1995     | G20, AKP                        | Link                      | Liste              |
| Nordmazedonien                 | 4. April 2003      |                                 | Link                      | Liste              |
| Norwegen                       | 1. Januar 1995     |                                 | Link                      | Liste              |
| Oman                           | 9. November 2000   |                                 | Link                      | Liste              |
| Österreich                     | 1. Januar 1995     | EU                              | Link                      | Liste              |
| Osttimor                       | 30. August 2024    | LDC, AKP                        | Link                      | Liste              |
| Pakistan                       | 1. Januar 1995     | Cairns-Gruppe, G20              | Link                      | Liste              |
| Panama                         | 6. September 1997  |                                 | Link                      | Liste              |
| Papua-Neuguinea                | 9. Juni 1996       | AKP                             | Link                      | Liste              |
| Paraguay                       | 1. Januar 1995     | Cairns-Gruppe, G20              | Link                      | Liste              |
| Peru                           | 1. Januar 1995     | Cairns-Gruppe, G20              | Link                      | Liste              |
| Philippinen                    | 1. Januar 1995     | Cairns-Gruppe, G20, ASEAN       | Link                      | Liste              |
| Polen                          | 1. Juli 1995       | EU                              | Link                      | Liste              |
| Portugal                       | 1. Januar 1995     | EU                              | Link                      | Liste              |
| Ruanda                         | 22. Mai 1996       | LDC, AKP                        | Link                      | Liste              |
| Rumänien                       | 1. Januar 1995     | EU                              | Link                      | Liste              |
| Russland                       | 22. August 2012    |                                 | Link                      | Liste              |
| Salomonen                      | 26. Juli 1996      | LDC, AKP                        | Link                      | Liste              |
| Sambia                         | 1. Januar 1995     | LDC, AKP                        | Link                      | Liste              |
| Saudi-Arabien                  | 11. Dezember 2005  |                                 | Link                      | Liste              |
| Samoa                          | 10. Mai 2012       | AKP                             | Link                      | Liste              |
| Schweden                       | 1. Januar 1995     | EU                              | Link                      | Liste              |
| Schweiz                        | 1. Januar 1995     |                                 | Link                      | Liste              |
| Senegal                        | 1. Januar 1995     | LDC, AKP                        | Link                      | Liste              |
| Seychellen                     | 26. April 2015     | AKP                             | Link                      | Liste              |
| Sierra Leone                   | 23. Juli 1995      | LDC, AKP                        | Link                      | Liste              |
| Simbabwe                       | 5. März 1995       | G20, AKP                        | Link                      | Liste              |
| Singapur                       | 1. Januar 1995     | ASEAN                           | Link                      | Liste              |
| Slowakei                       | 1. Januar 1995     | EU                              | Link                      | Liste              |
| Slowenien                      | 30. Juli 1995      | EU                              | Link                      | Liste              |
| Spanien                        | 1. Januar 1995     | EU                              | Link                      | Liste              |
| Sri Lanka                      | 1. Januar 1995     |                                 | Link                      | Liste              |
| St. Kitts und Nevis            | 21. Februar 1996   | AKP                             | Link                      | Liste              |
| St. Lucia                      | 1. Januar 1995     | AKP                             | Link                      | Liste              |
| St. Vincent und die Grenadinen | 1. Januar 1995     | AKP                             | Link                      | Liste              |
| Südafrika                      | 1. Januar 1995     | Cairns-Gruppe, G20, AKP-Staaten | Link                      | Liste              |
| Südkorea                       | 1. Januar 1995     |                                 | Link                      | Liste              |
| Suriname                       | 1. Januar 1995     | AKP                             | Link                      | Liste              |
| Tadschikistan                  | 2. März 2013       |                                 | Link                      | Liste              |
| Taiwan                         | 1. Januar 2002     |                                 | Link                      | Liste              |
| Tansania                       | 1. Januar 1995     | LDC, G20, AKP                   | Link                      | Liste              |
| Thailand                       | 1. Januar 1995     | Cairns-Gruppe, G20, ASEAN       | Link                      | Liste              |
| Togo                           | 31. Mai 1995       | LDC, AKP                        | Link                      | Liste              |
| Tonga                          | 27. Juli 2007      | AKP                             | Link                      | Liste              |
| Trinidad und Tobago            | 1. März 1995       | AKP                             | Link                      | Liste              |
| Tschad                         | 19. Oktober 1996   | LDC, AKP                        | Link                      | Liste              |
| Tschechien                     | 1. Januar 1995     | EU                              | Link                      | Liste              |
| Tunesien                       | 29. März 1995      |                                 | Link                      | Liste              |
| Türkei                         | 26. März 1995      |                                 | Link                      | Liste              |
| Uganda                         | 1. Januar 1995     | LDC, AKP                        | Link                      | Liste              |
| Ukraine                        | 16. Mai 2008       | Cairns-Gruppe                   | Link                      | Liste              |
| Ungarn                         | 1. Januar 1995     | EU                              | Link                      | Liste              |
| Uruguay                        | 1. Januar 1995     | Cairns-Gruppe, G20              | Link                      | Liste              |
| Vanuatu                        | 24. August 2012    | AKP                             | Link                      | Liste              |
| Venezuela                      | 1. Januar 1995     | G20                             | Link                      | Liste              |
| Vereinigte Arabische Emirate   | 10. April 1996     |                                 | Link                      | Liste              |
| Vereinigtes Königreich         | 1. Januar 1995     |                                 | Link                      | Liste              |
| Vereinigte Staaten             | 1. Januar 1995     |                                 | Link                      | Liste              |
| Vietnam                        | 11. Januar 2007    | ASEAN                           | Link                      | Liste              |
| Zentralafrikanische Republik   | 31. Mai 1995       | LDC, AKP                        | Link                      | Liste              |
| Zypern                         | 30. Juli 1995      | EU                              | Link                      | Liste              |

## Länder mit Beobachterstatus
Neben den 166 Mitgliedern gibt es 23 Völkerrechtssubjekte, die einen Beobachterstatus bei der Welthandelsorganisation besitzen. Mit Ausnahme des Heiligen Stuhl müssen diese nach fünf Jahren Beitrittsverhandlungen aufnehmen. In der Spalte Gruppenzugehörigkeit sind die Mitgliedschaften in einer Staatenorganisation oder einem Staatenverbund angegeben, die oder der im Kontext der Welthandelsorganisation aufgetreten ist und daher im Abschnitt Zusammenschlüsse von Mitgliedern erscheint. Zudem ist die Zugehörigkeit zur Gruppe der am wenigsten entwickelten Länder (LDC) angegeben.
| Beobachter              | Start der Beitrittsverhandlungen | Gruppenzugehörigkeit         | Information auf wto.org |
| ----------------------- | -------------------------------- | ---------------------------- | ----------------------- |
| Algerien                | 17. Juni 1987                    |                              | Link                    |
| Andorra                 | 22. Oktober 1997                 |                              | Link                    |
| Äquatorialguinea        | 5. Februar 2008                  | AKP                          | Link                    |
| Aserbaidschan           | 16. Juli 1997                    |                              | Link                    |
| Äthiopien               | 10. Februar 2003                 | LDC, AKP                     | Link                    |
| Bahamas                 | 18. Juli 2001                    | AKP                          | Link                    |
| Belarus                 | 27. Oktober 1993                 |                              | Link                    |
| Bhutan                  | 6. Oktober 1999                  |                              | Link                    |
| Bosnien und Herzegowina | 15. Juli 1999                    |                              | Link                    |
| Curaçao                 | 3. März 2020                     |                              | Link                    |
| Heiliger Stuhl          | keine Beitrittsverhandlungen     | keine Beitrittsverhandlungen |                         |
| Iran                    | 26. Mai 2005                     |                              | Link                    |
| Irak                    | 13. Dezember 2004                |                              | Link                    |
| Libanon                 | 14. April 1999                   |                              | Link                    |
| Libyen                  | 27. Juli 2004                    |                              | Link                    |
| São Tomé und Príncipe   | 26. Mai 2005                     | LDC                          | Link                    |
| Serbien                 | 15. Februar 2005                 |                              | Link                    |
| Somalia                 | 7. Dezember 2016                 | LDC                          | Link                    |
| Sudan                   | 25. Oktober 1994                 | LDC, AKP                     | Link                    |
| Südsudan                | 7. Dezember 2017                 | LDC                          | Link                    |
| Syrien                  | 4. Mai 2010                      |                              | Link                    |
| Turkmenistan            | 23. Februar 2022                 |                              | Link                    |
| Usbekistan              | 21. Dezember 1994                |                              |                         |